# Schwichteler
Schwichteler (vermutlich von „sweg“ altdt. für „still, schweigsam“) ist ein Ortsteil der Gemeinde Cappeln im niedersächsischen Landkreis Cloppenburg. Der Ort liegt südöstlich von Cappeln und Cloppenburg und somit im geographischen Mittelpunkt Südoldenburgs. Die Bauernschaften Nordenbrock, Mintewede, Osterhausen, Darrenkamp, Schwede und ein Teil Tenstedts werden dem Kirchenspiel Schwichtelers zugeordnet.

## Geschichte
Drubbelbauweise sowie Lage des Dorfes, welche auf natürlichem Schutz zwischen drei Bächen beruhte, lässt die Ortschaft zu einer der ältesten in der Region schließen lassen. Das älteste verbliebene Dokument, in welchem „Swichtelere“ erwähnt wird, stammt jedoch erst vom 6. Juni 1423. Der Name änderte sich im Verlauf der Zeit. In einer Urkunde aus dem 14. Jahrhundert ist der Name „Swechko“ genannt. In einer Urkunde aus 1542 wird von „Schwichtel(l)“ geredet, obwohl zu dieser Zeit bereits der Name „Schwichteler“ offiziell genannt wurde. Bei der Deutung des Namens trifft man daher auf Schwierigkeiten. Angenommene Bedeutungen sind „Weideplatz für die heiligen Rosse“ oder das eher unwahrscheinlichere „Wuchtiger Wald“.

### Historische Funde
(Quelle: )
- Die ersten historischen Funde in Schwichteler, zwei Hälften von zwei individuellen Geröllkeulen, lassen sich auf das Mesolithikum (8000 – 4000 v. Chr.) zurückführen.
- Aus dem Neolithikum (4000 – 1700 v. Chr.) stammen drei gefundene Steinbeile und eine Steinaxt.
- Aus der Jungsteinzeit sind Klopfstein, Reibestein, Stößel und Spinnwirtel erhalten geblieben
- Aus der folgenden Bronzezeit wurden ein Mahlstein mit Läufer, Überreste von Rennöfen und Urnenfunde entdeckt.
- Durch ein Gräberfeld von rund 300 Grabhügeln, welche aus der vorrömischen Eisenzeit stammen, erhielt die Schwichteler Flur „Heggebarge“ vermutlich ihren Namen.
- Ein Steinkistengrab mit diversen Grabbeilagen aus der Bronzezeit, fälschlicherweise als „Germanengrab“ bezeichnet. In der Nähe zudem eine Art Werkstatt zur Bearbeitung von Feuersteinen.
- Im Südosten fand man Reste einer Verteidigungsanlage, der Wehls- oder Waalsburg.[5]

## Der Dominikaner-Orden in Schwichteler
Kurz vor dem Ende des 1. Weltkriegs klagten die Klosterschüler des Dominikanerklosters in Füchtel über eine dünne Nahrungsversorgung, weshalb sie oft von den Feldern oder aus der Küche stahlen. Als dieses Problem dem Pater Laurentius Siemer durch häufende Beichten dieser Art klar wurde, beschloss er, nach Absprache mit den Patres und seinen Vorgesetzten, nach einem Bauernhof zur Versorgung des Klosters zu suchen. Als der Müller Ferdinand Siemer dies erfuhr, brachte er erstmals am 15. September 1918 die Parteien des Klosters und der Schwichteler Bauern in seinem Haus zusammen. Nach Verhandlungen einigten sich die Bauern Schwichtelers und die Dominikaner darauf, 18 ha Land im Tausch für einen regelmäßigen Gottesdienst in Schwichteler zu übergeben.

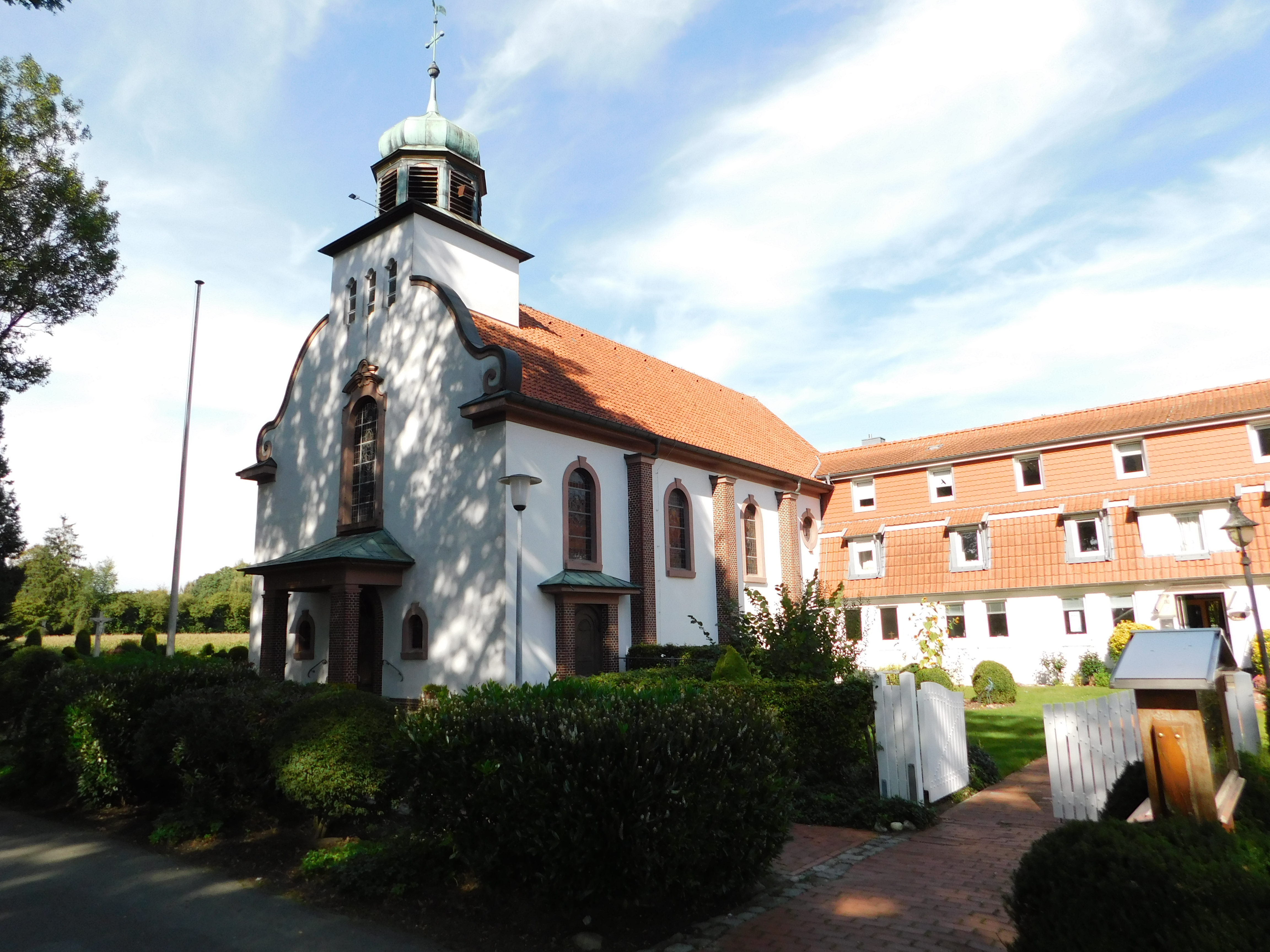
Vorderseite St. Maria Immaculata Schwichteler (Stand 26. September 2023)

So machten sich am 31. Mai 1919 fünf Bauern aus Schwichteler auf den Weg zum Bischof Johannes Poggenburg nach Münster, um die Erlaubnis einer Niederlassung der Dominikaner in Schwichteler zu erbitten. Diese Zustimmung erfolgte zunächst widerwillens des Cappelner Pastors Holzhaus am 19. Juli 1919 mit der Einschränkung, dass der dortige Pater keine Pfarrrechte ausüben dürfe.
Nach dem Umschreiben und Umtauschen der 18ha Land unter den Schwichteler Bauern, um ein wirtschaftlich bearbeitbares Land zu schaffen, wurde auch ein Grundstück zur Errichtung von Christinenhof, Kloster und Kirche auf dem Land des Bauern Grave im Schaffelde bereitgestellt. Am 1. Oktober 1919 machte sich Bruder Donatus mit einem Knecht nun auf dem Weg nach Schwichteler zur Landbestellung. Als Wohnung für die Dominikaner sollte ein altes Heuerhaus Graves dienen, weshalb am 5. Oktober die Ordensbrüder Casimir und Stanislaus, beides gelernte Schreiner, zur Herrichtung dieses fuhren. Bereits 9 Tage später ließ sich Pater Ludgerus Pohlschröder als erster Seelsorger in Schwichteler nieder und las zunächst vom 18. Oktober an jeden Tag die heilige Messe im Wohnzimmer, während die Gläubigen auf der Diele und den angrenzenden Räumen standen. Am 23. Dezember 1919 konnte neben dem Heuerhaus jedoch bereits eine Notkapelle eingeweiht werden, weshalb fortan dort die Messe gehalten wurde.

### Kirche St. Maria Immaculata
Am 19. Juni 1925 wurde Pater Ambrosius Dahmen, welcher bereits eine Kirche erbaute, als Ortsgeistlicher nach Schwichteler versetzt. Mit Hilfe der örtlichen Bauern, welche mit ihren Gespannen alle möglichen Baumaterialien spannte, und vielen Spenden der Einwohner Schwichtelers konnte die feierliche Grundsteinlegung am 27. Mai 1927 beschritten werden. Der Einweihungstermin der Kirche war schlussendlich der 8. Dezember 1929 zu Ehren der unbefleckten Empfängnis Mariens, obwohl sie bereits zuvor fertiggestellt wurde.

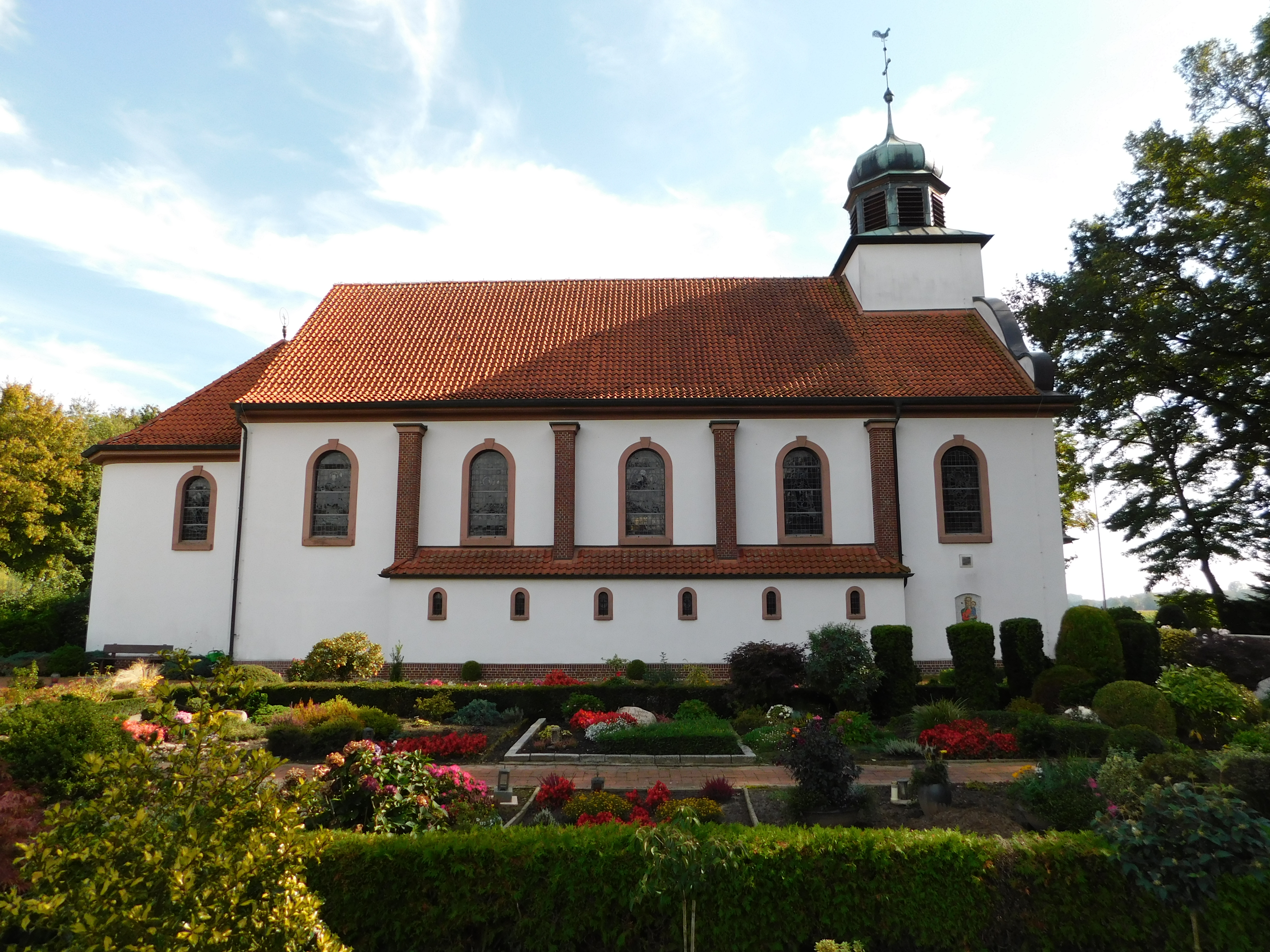
Seitenaufnahme St. Maria Immaculata Schwichteler in Richtung Süd-Ost (Stand 26. September 2023)

Da sich die Finanzierung des Baus immer wieder als schwer erwies und Pater Ambrosius immer wieder um Geld bitten musste, musste auch vom ursprünglichen Bauplan abgewichen werden. So sollte der Kirchturm nach den Plänen des Architekten Theodor Hermann eigentlich mehr als doppelt so hoch wie heutzutage werden. Um die Einwohner zu entlasten, wurde die Turmhöhe jedoch beschränkt, damit Geld für die beiden Glocken überbleibt. Den Altartisch für den Hauptaltar stiftete Kaplan Jaspers zu seinem 50-jährigen Priesterjubiläum.
Im Februar 1930 wurden die neuen Glocken nun eingebaut und im März 1930 wurde der Hochaltar, welcher vom münsterschen Künstler Frerichmann geschaffen wurde, errichtet. 1931 wurden die sandsteinernen Seitenaltäre und die Beichtstühle eingebaut. 1937 folgte neben dem Rektoratsgebäude die Warmluftheizung und 1938 die erste Hälfte der neuen Orgel der Firma Feith aus Paderborn. Aufgrund des Zweiten Weltkriegs konnte sie jedoch erst nach dem Krieg erweitert werden. Die Kirche ist geschmückt durch eine Deckenausmalung, welche vom nach Schwichteler versetzten Seelsorger und Kunstmaler Pater Wolfram Plotzke vorgenommen wurde. 1941 wurde die Ausgestaltung durch die von Bruder Jordanus gefertigten Kirchenbänke abgeschlossen.
Zum silbernen Jubiläum der Kirche wurde 1954 eine neue Beleuchtung installiert und zwei dreiarmige Altarleuchter geschmiedet von den Einwohnern Schwichteler´s. Der Kunst- und Kirchenmaler Heinrich Jägersküpper aus Peheim, welcher 1929 bereits die Lourdes-Muttergottes für den Hochaltar wieder herstellte, vergoldete zudem den Altar. Die Lourdes wurde nach den Feierlichkeiten in die neu errichtete Kapelle auf dem Friedhof neben dem Ehrenmal für die Gefallenen und Vermissten der letzten drei Kriege verlegt. Der Friedhof wurde erst am 5. Januar 1933 genehmigt und befand sich ab Februar bereits in Nutzung, obwohl dieser erst 1934 fertiggestellt wurde. Nachdem 1933 die erste hl. Kommunion in der Schwichteler Kirche ermöglicht wurde, ist seit 1940 auch die Taufe und seit 1942 die Heirat erlaubt worden.
Am 11. April 1953 wurde Schwichteler zum selbstständigen Pfarrrektorat mit den zuvor als Kappelenbezirk zugeordneten Ortschaften Schwichteler, Nordenbrock, Mintewede, Schwichteler-Bahnhof, Darrenkamp und Schwede. 2009 jedoch wurde Schwichteler aufgrund des Priestermangels in Deutschland die Selbstständigkeit genommen und mit den Ortschaften Elsten und Sevelten zurück in die Kirchengemeinde „St. Peter und Paul“ Cappeln eingegliedert. Die seelsorgerische Selbstständigkeit verlor die Schwichteler Kirche jedoch erst 2017 mit der Emeritierung von Pater Sebastian Hackmann.

### Der Christinenhof

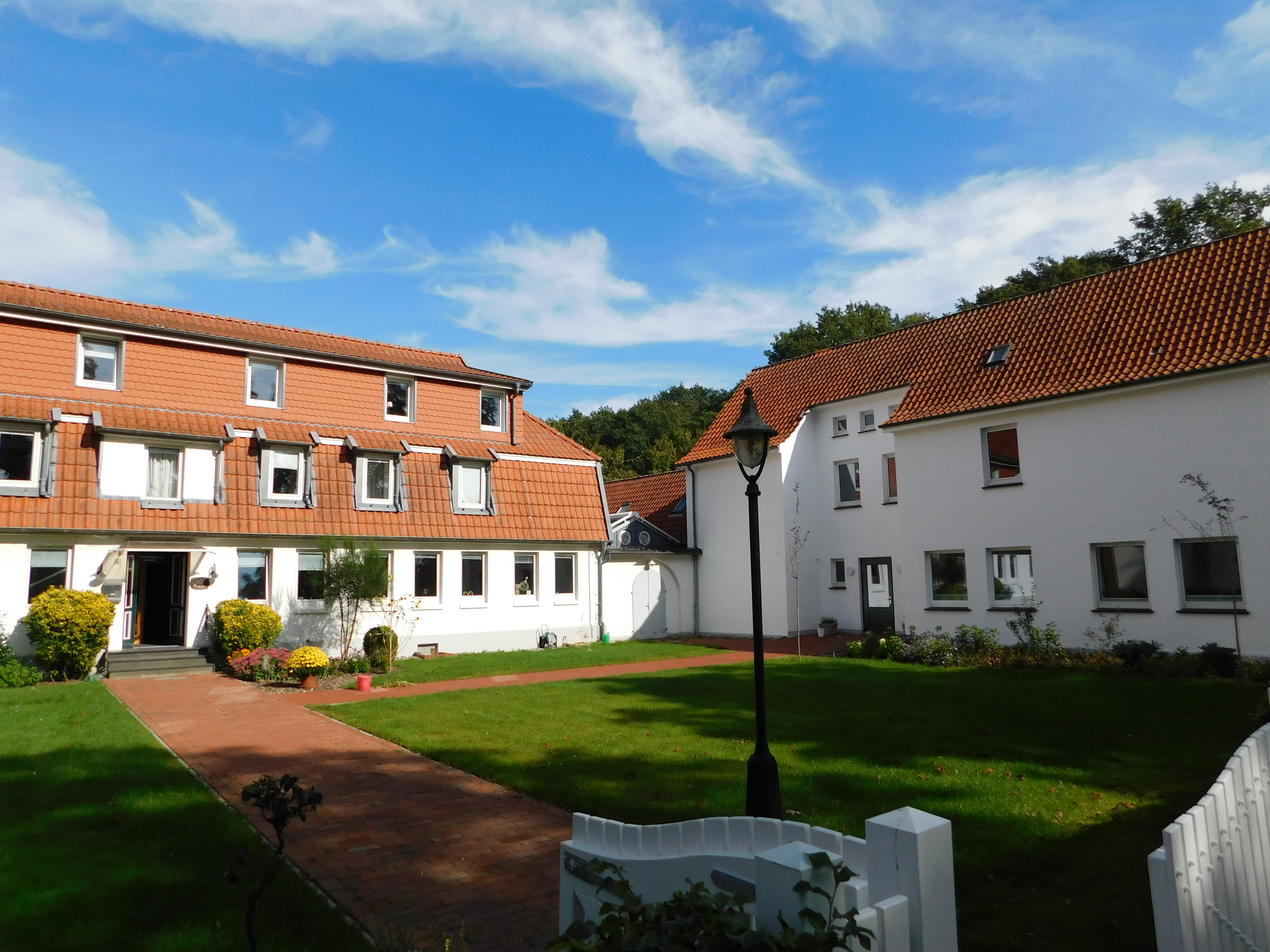
Vorderseite des Christinenhofs Schwichteler (Stand 26. September 2023)

1919 begann durch den Bau der Wohnung für die Dominikaner die Grundlage für den heutigen Christinenhof, welcher zunächst als reines Männerkloster diente. Auf die vorläufige Fertigstellung 1921 folgten im April 1923 die Ausschachtungsarbeiten für das Kloster, welche im August 1924 ihr Ende fanden. Der Name „Christinenhof“ bezeichnete dabei zunächst nur den Hof für die Landwirtschaft der Dominikaner.
Da kaum mehr als drei Patres und vier Ordensbrüder in dem großen Gebäude lebten, verpachtete der Prior in Füchtel das Kloster und die Landwirtschaft 1934 an die Dominikanerinnen aus Ilanz. Aus Furcht vor Enteignung durch die Nationalsozialisten wurden 1938 die Scheune und Stallungen der Dominikaner abgerissen und weiter entfernt wieder erbaut. Da die Hauptaufgabe der Schwestern im Kloster die Wäschereinigung des Klosters und Internats in Füchtel war, wurde zu diesem Zweck das „Waschhaus“ erbaut. 1942 wurde ein Entbindungsheim für ledige Mütter errichtet, welches bis 1947 bestand.
1948 wurde das Kloster an die Elisabethinnen verpachtet, nachdem es unter den Dominikanischen Ordensgemeinschaften Streitigkeiten gab. Diese Schwestern übernahmen zudem die Krankenpflege in dem neuen Krankenhaus, welches in diesem Jahr errichtet wurde. Ab 1950 wurden pflegebedürftige Menschen unter Versorgung der Schwestern auch im Kloster untergebracht, bis die Elisabethinnen „unter Tränen“ 1954 abberufen wurden. Folglich kamen die Dominikanerinnen aus Ilanz zurück und hatten als neue Aufgabe neben der Krankenpflege und Landwirtschaft die Ausbildung von Postulantinnen.
Nach der Schließung des Krankenhauses in Schwichteler durch das neu erbaute Krankenhaus in Emstek 1957 wurde das Gebäude zur Gründung des Altenheim St. Pius Stift wieder genutzt, bis es 1972 aufgrund von Baumängeln schließen musste. Die Folgen waren, dass kaum Schwestern im Kloster hinterblieben. Unter der Leitung von Sr. Cherubine entstand hier nun eine weithin bekannte Bildungsstätte, welche in den ehemaligen Schwesternzellen ansprechende Schlafräume für Kursteilnehmer bereitstellte. Da es weiterhin kaum Nachwuchs in den Ordensgemeinschaften gab, musste das Kloster Anfang 2016 schließen. Anschließend wurde das Gebäude bis zur Unterbringung von minderjährigen, elternlosen Flüchtlingen aus Syrien, Afghanistan und Eritrea vom „Christinenhof – Ort der Ruhe und Begegnung e.V.“ an das Caritas Sozialwerk vermietet.
Mit Beginn des Ukraine-Kriegs 2022 wurde das Gebäude nach mehrjährigem Leerstehen erneut zur Unterbringung von Flüchtigen aus der Ukraine genutzt.

## Vereine und Gruppierungen

### Die Kolpingfamilie Schwichteler
Die Kolpingsfamilie Schwichteler wurde nach dem wirtschaftlichen Aufschwung auch in Schwichteler und der fortschreitend selbstständigen seelsorgerischen Tätigkeiten 1952 gegründet. 1978 folgte die Jungkolpingsfamilie. Ab 1980 sind auch Frauen in den Verein aufgenommen worden. 2015 wurde die Gruppe Jungkolping aufgrund mangelnder Mitglieder jedoch wieder aufgelöst. Heute zählt die Kolpingsfamilie 60 Mitglieder (2017).

### Die Landjugend
Die Katholische Landjugendbewegung Schwichteler wurde erstmals 1950 durch Landjugendseelsorger und Kaplan Franz Quatmann ins Leben gerufen. Da diese Idee in Schwichteler neu war, war auch das Interesse zunächst nicht besonders groß. So erfolgte nach vielen Jahren der Neubeeinrufungen am 1. Januar 1955 die offizielle Neugründung der KLJB Schwichteler. Zweck dieser Vereinigung war und ist das Übernehmen von Aufgaben im kirchlichen und öffentlichen Leben sowie die Weiterbildung. Aber auch das Soziale soll nicht zu kurz kommen, weshalb auch monatliche Unterhaltungs- und Spieleabende auf dem Programm standen. Zunächst nur bestehend aus Jugendlichen aus der Landwirtschaft öffnete sich der Verein schnell allen Personen und ab 1972 mit der Auflösung der Mädchengruppen Schwichtelers traten auch diese schnell in die Landjugend oder Kolpingjugend ein.
Heutzutage bestehen die Hauptaufgaben der Landjugend im Zusammenfahren des Osterfeuers, die Ausrichtung des Erntedankfests, das Ausrichten des jährlichen Seniorenkaffees in der Adventszeit und die Unterstützung der jährlichen Kirmes.

### Die freiwillige Feuerwehr
Die freiwillige Feuerwehr Schwichteler wurde 1934 gegründet und war bereits mit einer 600-Liter-Motorspritze ausgerüstet, welche im Brandfall mit einer Pferdekutsche transportiert werden musste. Kurz vor dem Krieg folgte das erste Löschfahrzeug. 2015 wurde mit viel Eigenleistung ein neues, modernes Feuerwehrhaus zentral im Dorf erbaut. Die Wehr besteht momentan auf 26 aktiven Kameraden und aus 10 Kameraden in der Altersgruppe (2017).

## Sport und Kultur

### Der Sportverein
Unter dem Namen SV Schwichteler formierte sich nach dem Zweiten Weltkrieg die erste Fußballmannschaft in Schwichteler, welche jedoch schnell wieder aufgelöst werden musste. In den 1970ern Namen die sportlichen Aktivitäten im Ort durch eine Gymnastik- und Volleyballgruppe wieder an Fahrt auf. 1983 folgte dann die Gründung des „Spiel- und Sportverein Schwichteler“, kurz SuS Schwichteler. 1985 wurde durch viel Eigenleistung ein Sportplatz errichtet, um drei Jahre später eine Herren- und Altherren-Fußballmannschaft erneut anzumelden. Heute schmückt sich der Sportverein mit fünf Gymnastikgruppen, einer Bogensportgruppe, zwei Hobbyvolleyball- und einer Hobbyfußballgruppe. (2017)

#### Bogensport
2004 erfolgte die Gründung einer Bogensportabteilung, welche erwähnenswerte Erfolge hervorbrachte:
- Bernd Deters: Deutscher Vizemeister Feldbogen, Landesmeister Halle, Landesmeister Feldbogen (2015/2016)[10]
- Josef Grote: Landesmeister Feldbogen, 12. Platz Feldbogen Deutsche Meisterschaft (2015)[11]
- Heiko Klein: Bezirksmeister World Archery (2015)

### Die Kirmestruppe
Nach 36 Jahren beschloss eine zunächst neunköpfige Gruppe 2003 eine Kirmes in Schwichteler wieder zu veranstalten. Seitdem kümmert sich die „Kirmestruppe“ um die Organisation der Kirmes am letzten Wochenende im Juli, welche bereits über die Ortsgrenzen hinaus an Bekanntheit gewinnen konnte.

### Gesangverein
1926 wurde der Gemischte Chor Schwichteler von 13 Frauen und 18 Männer gegründet mit dem ersten Dirigenten Georg Evers. Am 1. Juni 1927 trat der Gesangverein bereits zum ersten Mal beim Sängerfest in Vestrup auf. Die Aufnahme in den Sängerbund „Heimattreu“ Cloppenburg erfolgte am 8. Dezember 1986. Am 10. November 1990 wurde sich in Sevelten zu Schallplattenaufnahmen getroffen. Im Jahr 2010 erfolgte eine Aufnahme einer Weihnachts-CD durch die Chöre zusammen mit dem Musikverein Cappeln.

## Denkmäler und historische Bauwerke

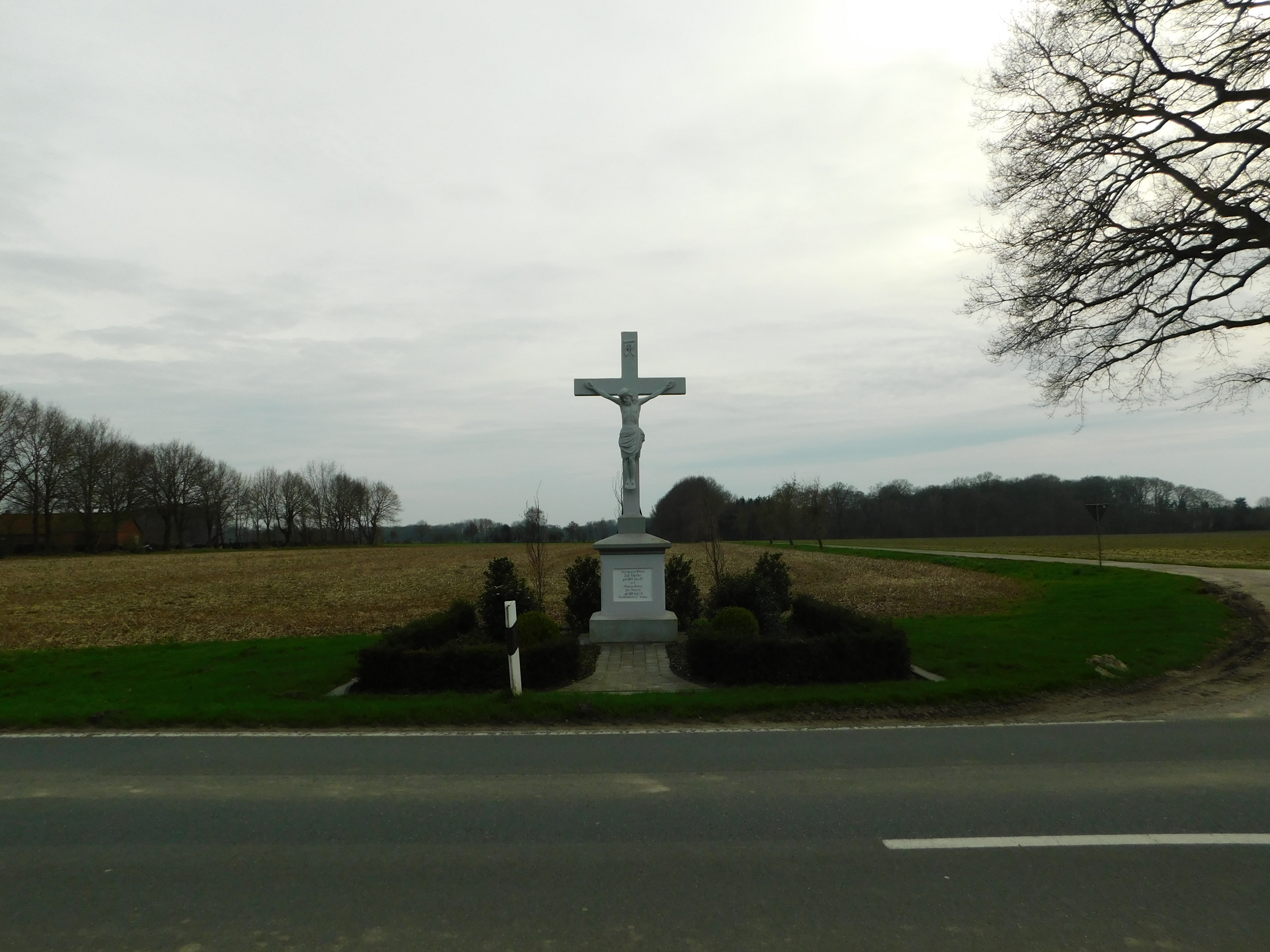
Gedenkkreuz der Familie Thölke
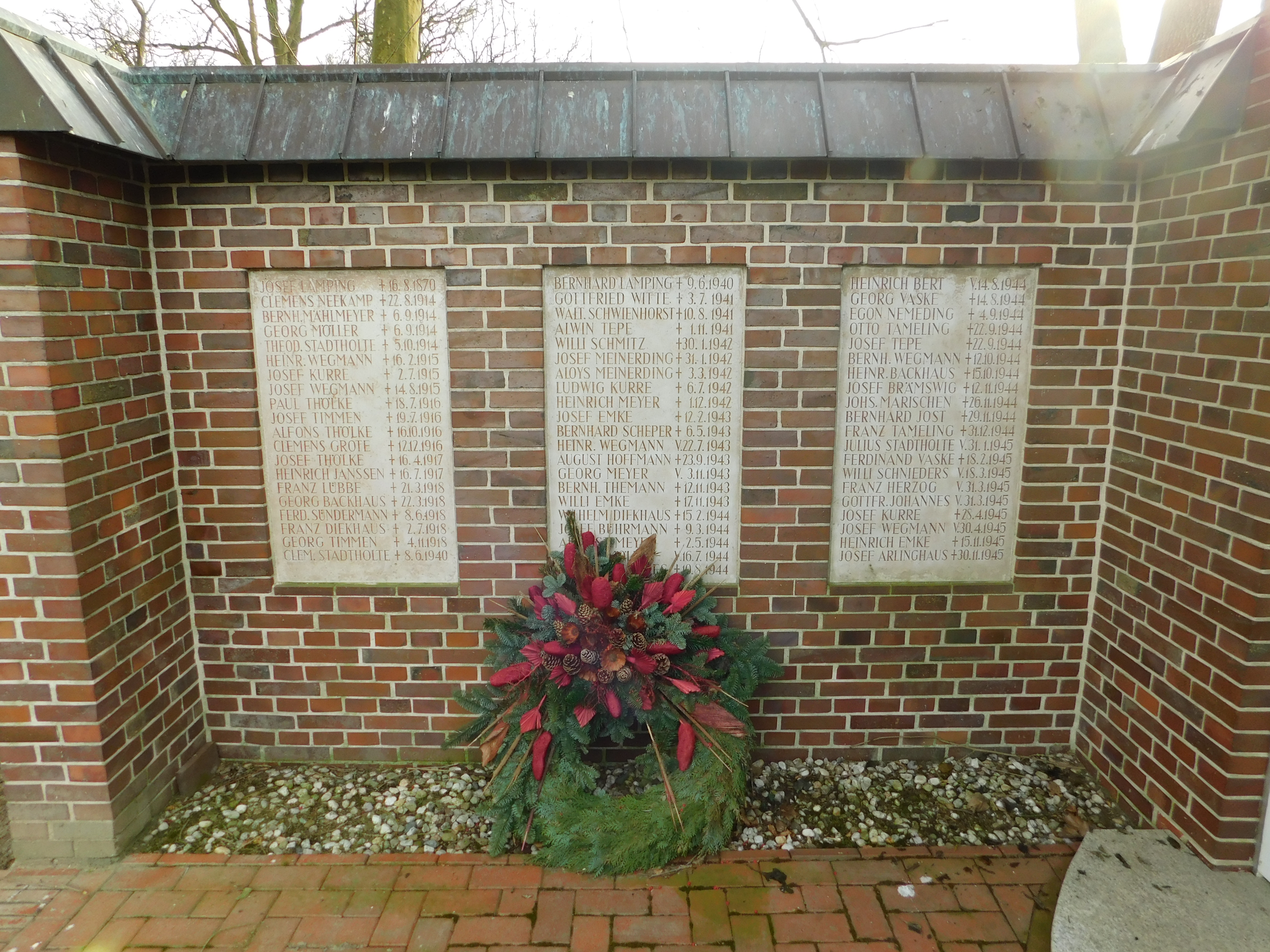
"Ihr Lohn" Kriegsdenkmal
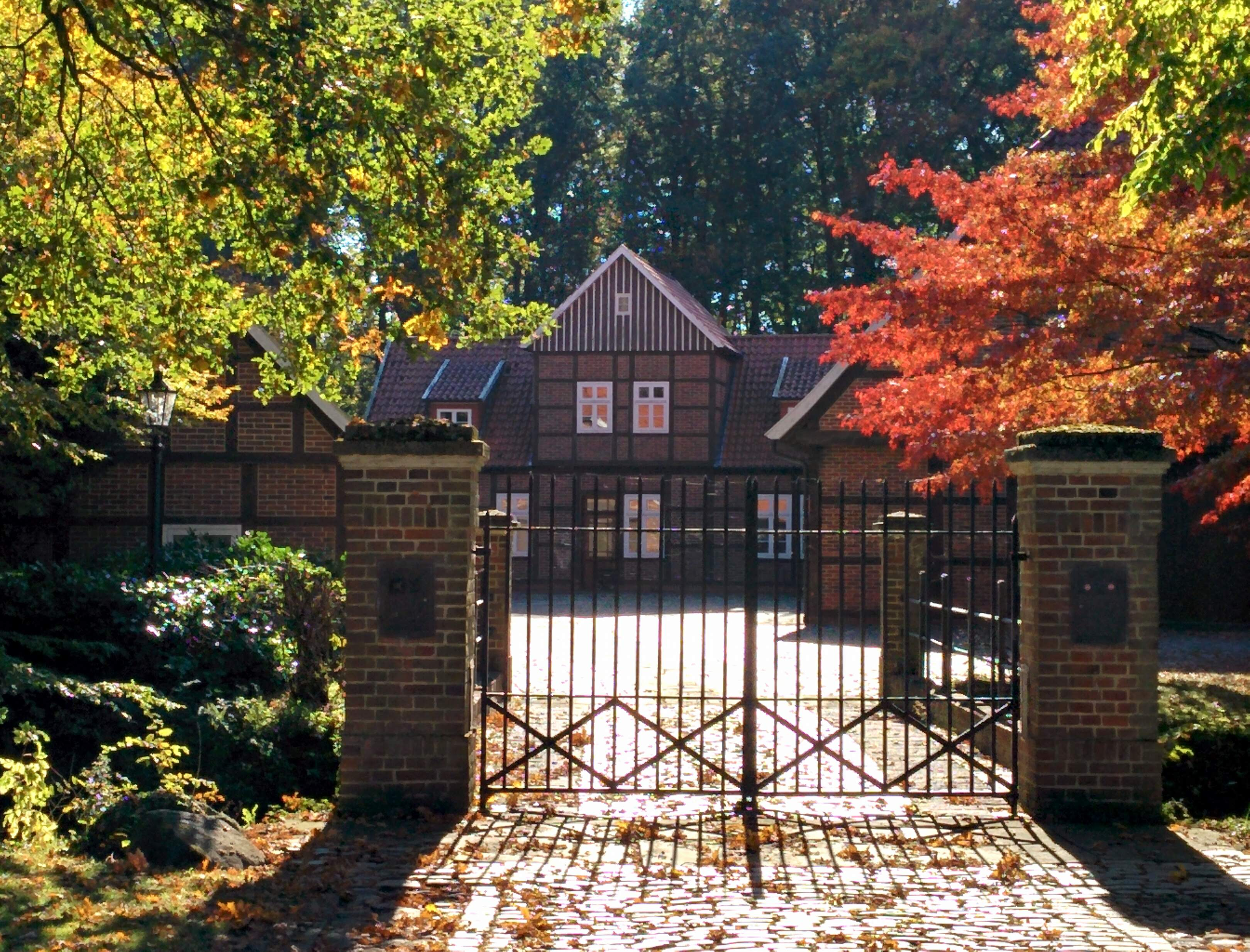
Gutshof "Gut Schwede" (Gegr. 15. Jahrhundert)

## Söhne und Töchter der Ortschaft
- Günter Dreyer (1943–2019), Ägyptologe und erster Direktor der Abteilung Kairo des Deutschen Archäologischen Instituts